# Wenzel von Wurm
Wenzel von Wurm (Praga, 27 febbraio 1859 – Vienna, 21 marzo 1921) è stato un generale austro-ungarico.
Durante la prima guerra mondiale combatté dapprima sul fronte serbo e poi su quello italiano. Distintosi come comandante di Corpo d'armata, e successivamente d'Armata, raggiunse il grado di Generaloberst.

## Biografia
Wenzel Würm nacque il 27 febbraio 1859 a Karolinenthal, nei pressi di Praga, figlio di un ufficiale dell'Imperial regio Esercito austro-ungarico. Dopo aver frequentato la locale scuola militare superiore (Militäroberrealschule), entrò nell'Accademia Tecnica Militare (Technische Militärakademie) di Hainburg an der Donau, uscendone con il grado di tenente del Genio assegnato al 1° Genieregiment il 24 aprile 1879. Dopo aver frequentato la Scuola di Guerra (k.u.k.Kriegsschule) di Vienna tra il 1883 e il 1885 venne trasferito presso lo Stato Maggiore dell'I.R. Esercito con il grado di tenente. 
In questa funzione fu impiegato dapprima presso la 58ª Brigata di fanteria, e poi presso la 24ª, per essere promosso nel frattempo a Capitano di Stato Maggiore.
Il 1º maggio 1886 sposò a Praga la signorina Irene Mezner. Promosso maggiore il 1º novembre 1894, trascorse un breve periodo presso le unità di truppa del 75º Reggimento di fanteria, divenendo Capo di stato maggiore della 14ª Divisione di fanteria di stanza a Presburgo. Nel marzo del 1895 fu trasferito presso il 5° Dipartimento del Ministero della Guerra (Kriegsministerium) dove rimase per i successivi due anni, e nel corso di quell'anno rimase vedovo. Il 1º maggio 1897 venne promosso al grado di Oberstleutnant, ritornando presso la fanteria, assegnato al 76º Reggimento. Nel dicembre del 1898 fu decorato con la Militär-Verdienstkreuz. Nel maggio 1899 si risposò a Praga con la signorina Maria Natieska, da cui ebbe un'altra figlia.
Nell'aprile del 1900 ritornò a Presburgo come Capo di stato maggiore del 5º Corpo d'armata, e il 1 ° novembre dello stesso anno fu promosso Oberst. Per i suoi eccellenti servizi resi ricoprendo tale posizione venne insignito del titolo di Cavaliere di 3ª classe dell'Ordine della Corona ferrea il 24 marzo 1904. Nel febbraio del 1910 assunse il comando della 19ª Divisione di fanteria, anch'essa di base a Plzeň, cui seguì, il 1º novembre dello stesso anno, la promozione al rango di Feldmarschalleutnant. Ricoprì tale incarico fino al febbraio 1914, quando divenne comandante del XVI Corpo d'armata, con Quartier generale a Ragusa.

### La Campagna di Serbia
Allo scoppio della prima guerra mondiale, nell'agosto del 1914, venne promosso a grado di Feldzeugmeister (1º agosto 1914) operando al comando del suo Corpo d'armata,/ref> facente parte della 6ª Armée del generale Oskar Potiorek, durante l'attacco iniziale alla Serbia (Operazione Kriegsfall B).
Durante la prima offensiva austro-ungarica lanciata il 16 agosto il XVI Corpo attraverso il Sangiaccato, ma la controffensiva lanciata dall'esercito serbo, unitamente a quello montenegrino, costrinse le forze di Potiorek alla ritirata generale, avvenuta nel mese di settembre. Il suo Corpo d'armata riattraversò la Drina per catturare lo snodo strategico del Jagodnja. Nonostante i numerosi contrattacchi lanciati dai serbi, egli riuscì a mantenere il controllo di questa importante posizione strategica. All'inizio del mese di novembre l'esercito austro-ungarico passò nuovamente all'offensiva, attraversando la Drina su un ampio fronte. Il XVI Corpo lasciò Jagodnja, occupando Valjevo e raggiungendo, sempre combattendo, i monti Rudnik. 
Il maltempo e la mancanza di strade utilizzabili per i trasporti causarono seri problemi di rifornimento alle esauste unità austro-ungariche, i particolare modo per quanto riguardava gli approvvigionamenti alimentari. Tutti i Comandanti di Corpo d'armata chiesero al generale Potiorek di fermare l'offensiva per far riposare le loro logorate truppe. Solo egli, sapendo che il suo comandante desiderava, e aveva bisogno, di riportare una rapida vittoria, espresse parere opposto. Ricevuto l'ordine di riprendere l'offensiva, il XVI Corpo passò all'attacco, ma l'esercito serbo, ricevuto nuovi rinforzi al fronte, riuscì a fermare l'intera offensiva austriaca, costringendo Potiorek ad ordinare la ritirata delle sue unità al di là della Sava, abbandonando Belgrado.
L'opinione pubblica austro-ungarica rimase sconvolta, in quanto aveva ricevuto solamente notizie ottimistiche dal fronte balcanico. Egli richiese che il suo operato fosse giudicato da una commissione d'inchiesta, ma Potiorek si assunse tutte le responsabilità, dimettendosi dall'incarico di comandante in capo del fronte balcanico. Le dimissioni di Potiorek fermarono il procedimento contro di lui, ma da questo momento egli ebbe la reputazione di comandante spietato, che non aveva alcune considerazione per le sue truppe.

### La guerra sul fronte italiano
Quando l'Italia dichiarò guerra all'Impero Austro-Ungarico il 23 maggio 1915, si trovava, con il suo XVI Corpo d'armata in Sirmia. Ricevette immediatamente l'ordine diretto di: fermare gli italiani con tutti i mezzi il più presto possibile, rallentando la loro avanzata e provocando loro ogni danno possibile. 
Di sua iniziativa posizionò le truppe a ovest di Gorizia e lungo l'Isonzo, e non, secondo gli ordini ricevuti, sugli altopiani più arretrati del Carso. Questa decisione pose la base del suo successo durante le successive quattro battaglie difensive, che gli valsero la concessione della Croce di Cavaliere dell'Ordine militare di Maria Teresa seguita due giorni dopo dalla concessione del titolo nobiliare di Barone (Freiherr). 
Rimase al comando del 16º Corpo d'armata sul fronte dell'Isonzo fino al 2 giugno 1917, quando fu insignito della Gran Croce dell'Ordine di Leopoldo e trasferito in Volinia, sul fronte orientale, come comandante della 4ª Armée. Il 10 agosto dello stesso anno fu elevato al rango di Generaloberst, e il 23 dello stesso mese ritorno in Italia come comandante della 5ª Isonzo Armée.
Dopo l'offensiva che portò alla vittoriosa battaglia di Caporetto, la 5ª Isonzo Armèe attraversò il fiume Isonzo attaccando frontalmente i Corpo d'armata italiani XI e XIII, nel loro punto di giunzione tra Castagnevizza e Faiti Hrib. In seguito all'ordinata ritirata della 3ª Armata italiana, la 5ª Isonzo Armée avanzò senza sostenere grandi combattimenti fino al corso inferiore del fiume Piave, dove si attestò in attesa di un ulteriore balzo offensivo che avrebbe dovuto decidere l'esito della guerra.
Nel giugno del 1918 l'esercito austro-ungarico iniziò l'ultima offensiva su larga scala contro l'Italia. Secondo la pianificazione originale la 5ª Isonzo Armée e la 6ª Armee avrebbero attraversato il Piave, mentre lo Heeresgruppe Conrad si sarebbe lanciato, come una seconda ala, attraverso le montagne dell'Altopiano di Asiago, tra l'Astice e il Brenta. Il 15 giugno 1918 i quattro Corpi d'armata della 5 Armée attraversarono il Piave attestandosi oltre il fiume. Solo il XXIII Corpo d'armata colse, grazie al fattore sorpresa, un buon successo a San Donà di Piave. Sfortunatamente l'Heeresgruppe Conrad fallì il suo compito, e quindi il Comando Supremo italiano fu in grado di schierare le proprie truppe sull'estrema linea di resistenza del Piave. L'alto livello raggiunto dall'acqua del fiume distrusse quasi tutti i ponti che erano stati gettati, e quindi i vitali rifornimenti non furono più in grado di raggiungere le sue truppe. Questo fatto, insieme alle superiori forze italiane presenti in loco resero la situazione disperata. Egli fu costretto a ordinare la ritirata sulla riva orientale del Piave il 20 giugno 1918. 
Il 24 ottobre dello stesso anno l'esercito italiano lanciò una vittoriosa offensiva, che portò allo sfondamento del fronte austro-ungarico a Vittorio Veneto. Molti uomini della truppa e intere unità dell'Imperial Regio Esercito stavano nel frattempo disertando, e l'unica possibilità di salvare il salvabile consisteva in una ritirata generale. Di tutte le grandi unità presenti al fronte solo la 5ª Isonzo Armée effettuò la ritirata con ordine e senza manifestazioni di panico. Il 1º dicembre 1918 fu messo in pensione, e il 1º gennaio 1919 si ritirò a vita privata nella città di Vienna, dove si spense il 21 marzo 1921.